# Xa lộ Liên tiểu bang 84 tại Oregon

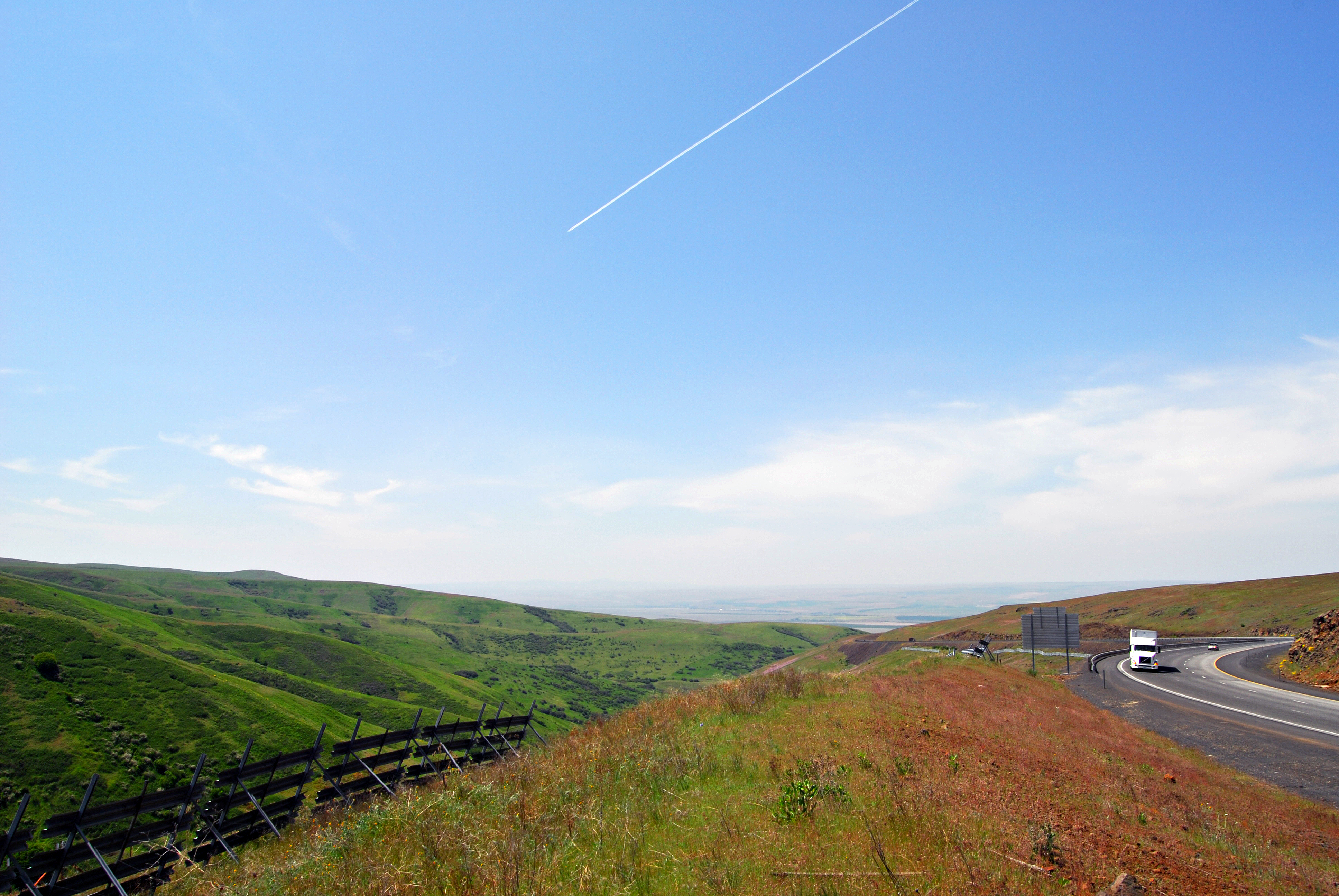
Xa lộ Liên tiểu bang 84 gần Pendleton, Oregon

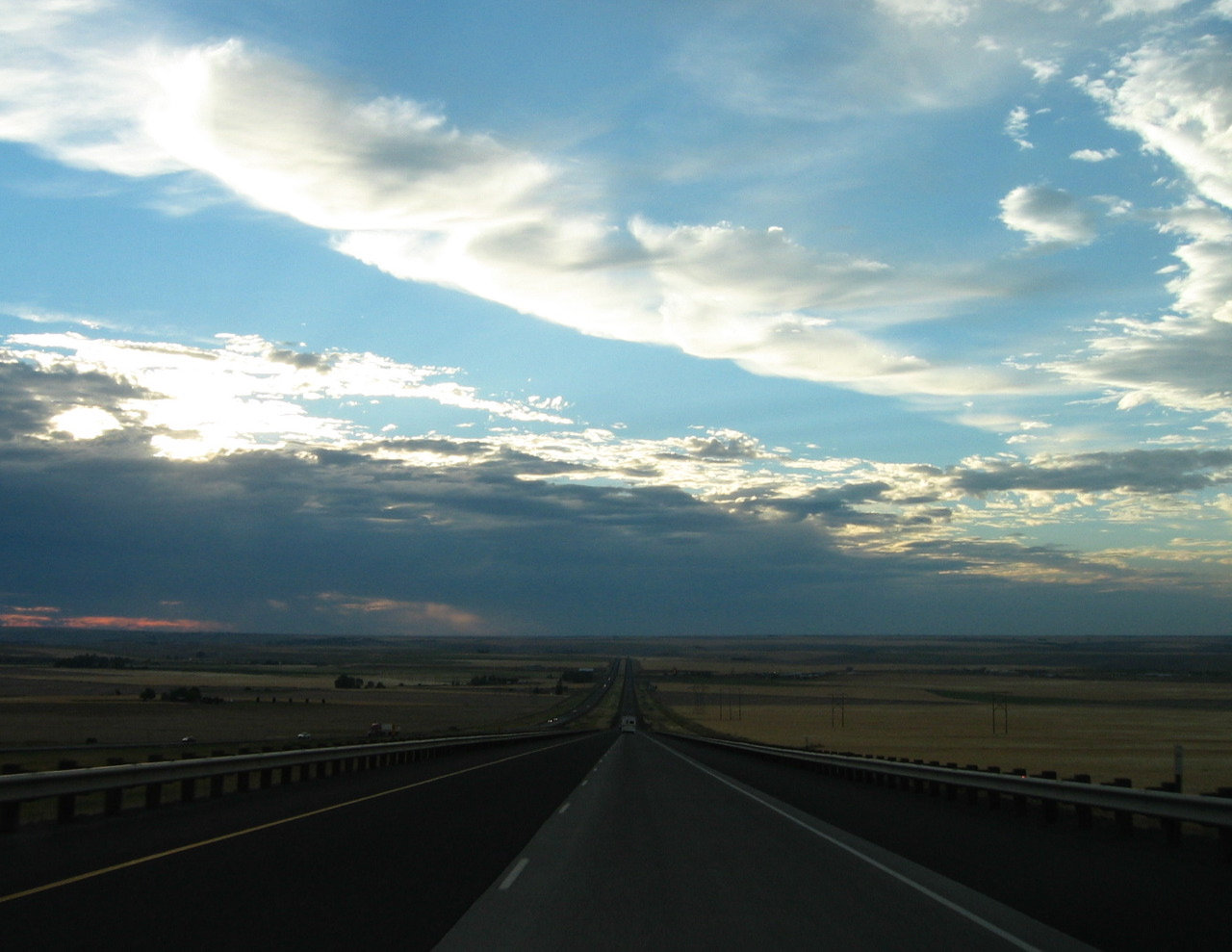
Xa lộ Liên tiểu bang 84 đi qua Đèo Deadman và Dãy núi Blue, vài dặm ở phía nam Pendleton.

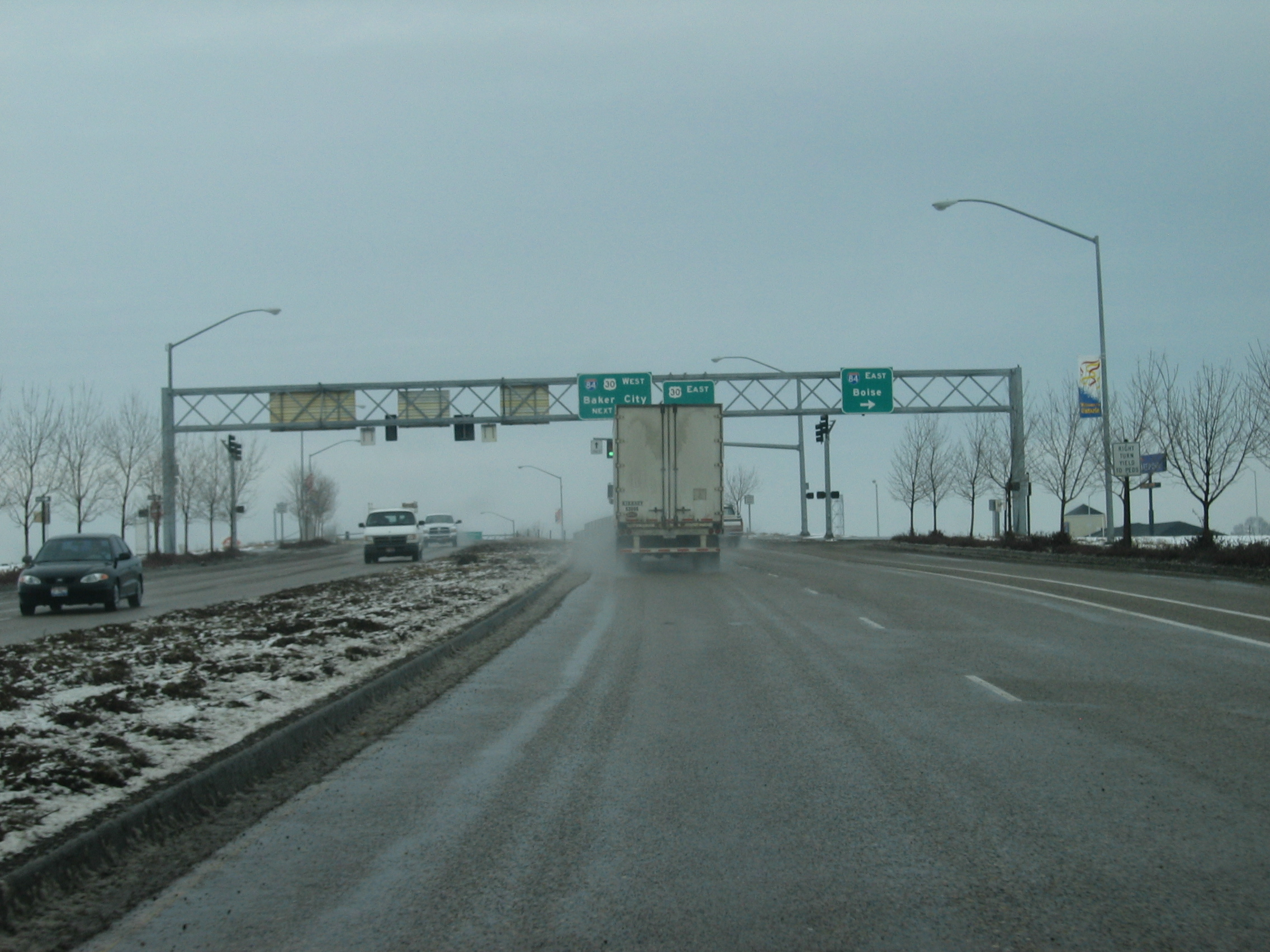
Các dẫn vào Xa lộ Liên tiểu bang 84 trong thành phố Ontario, Oregon.

Trong tiểu bang Oregon, Xa lộ Liên tiểu bang 84 (viết tắt là I-84) chạy theo hướng đông-tây, men theo sông Columbia và con đường gồ ghề của đường mòn Oregon xưa từ thành phố Portland về phía đông đến tiểu bang Idaho. Xa lộ này bao gồm phần lớn Xa lộ Sông Columbia số 2 và toàn bộ Xa lộ số 6 Đường mòn Oregon xưa. Nó cũng chạy dọc hay gần Quốc lộ Hoa Kỳ 30.  Toàn bộ xa lộ này từng mang tên I-80N (hay I-80 Bắc) cho đến năm 1980 là lúc nó được đổi thành I-84.

## Lịch sử
Những cải tiến cho Xa lộ Sông Columbia và Xa lộ Đường mòn Oregon đã được dự tính từ thập niên 1930 nhưng Chiến tranh thế giới thứ hai đã làm trì hoãn những dự án này.  Phân bộ Xa lộ Tiểu bang Oregon khởi sự thực hiện những cải tiến này từng đoạn đường một, bắt đầu từ thập niên 1950.  Một trong số những đoạn đường này hoàn thành vào đầu thập niên 1950 là xa lộ cao tốc Banfield tại Portland.
Khi Đạo luật Xa lộ Quốc phòng và Liên tiểu bang của liên bang được thông qua năm 1956, Quốc lộ Hoa Kỳ 30 được dự trù bị thay thế bằng Xa lộ Liên tiểu bang 80N. Đoạn đường giữa Portland và The Dalles gần như được hoàn thành vào năm 1963 nhưng phải đến năm 1969 để nó được xây dựng đủ theo tiêu chuẩn cao của xa lộ liên tiểu bang. Xa lộ được đặt tên là Xa lộ Liên tiểu bang 80N cho đến tháng 5 năm 1980 khi nó bị đổi thành Xa lộ Liên tiểu bang 84 để tránh nhầm lẫn với đoạn phía tây của Xa lộ Liên tiểu bang 80 không có mẫu tự đi sau con số.  Xa lộ Liên tiểu bang 80 khi đó tách khỏi Xa lộ Liên tiểu bang 80N tại Salt Lake City và tiếp tục đi về phía tây đến San Francisco. Các đoạn còn lại được tiếp tục xây dựng cho đến ngày 3 tháng 7 năm 1980 khi đoạn Xa lộ Liên tiểu bang 84 từ Portland đến ranh giới tiểu bang Idaho được hoàn đủ tiêu chuẩn của xa lộ liên tiểu bang.

## Xa lộ cao tốc Banfield
Xa lộ cao tốc T.H. Banfield là một phần của Xa lộ Liên tiểu bang 84 giữa điểm đầu phía tây ở Xa lộ Liên tiểu bang 5 và điểm giao cắt tại Xa lộ Liên tiểu bang 205 trong thành phố Portland, Oregon.  Xa lộ cao tốc này, ban đầu được xây dựng nhưng một phần của Quốc lộ Hoa Kỳ 30, được đặt tên của T.H. Banfield, một cựu ủy viên xa lộ tiểu bang của Oregon.

### Dự án và xây dựng
Trước khi xây Xa lộ cao tốc Banfield, đường phố là những con đường duy nhất từ Portland chạy ra vùng nông thôn. Khoảng thập niên 1959, hệ thống đường phố bị lỗi thời nên các nhà hoạt định của thành phố tìm kiếm những con đường lưu thông hữu hiệu hơn. Dưới thời tổng thống Dwight D. Eisenhower, chính phủ liên bang bắt đầu cung cấp trợ giúp liên bang cho các dự án xa lộ cao tốc. Kết quả, các nhà hoạch định thiết kế một hệ thống freeway tại Portland để hiện đại hóa hệ thống đường phố lỗi thời của mình. Bước đầu tiên xây dựng hệ thống freeway mới này là xây xa lộ cao tốc Banfield kéo dài từ Portland đến Troutdale. Ngày 1 tháng 10 năm 1955, xa lộ cao tốc Banfield được khánh thành thông xe.  Đây là xa lộ cao tốc đầu tiên của Oregon.
Xa lộ được xây dựng lại trong thập niên 1980 và đường MAX Light Rail được đưa vào nằm dọc theo sườn phía bắc của nó vào cùng thời điểm đó.
Độ dốc của Đồi Cabbage ở phía đông thành phố Pendleton là 6% với một vài đoạn uốn cong cả hai chiều. Tai đây hai chiều lưu thông nằm phân cách nhau khoảng 2 dặm (3 km).

## Danh sách lối ra
| Quận       | Vị trí         | Dặm            | Lối ra | Điểm đến                                                                                | Ghi chú                                                           |
| ---------- | -------------- | -------------- | ------ | --------------------------------------------------------------------------------------- | ----------------------------------------------------------------- |
| Multnomah  | Portland       | 0.00           |        | I-5 bắc / US 30 tây – Seattle                                                           | Lối ra chiều hướng tây và lối vào chiều hướng đông                |
| Multnomah  | Portland       | 0.00           |        | MLK Jr. Blvd, Convention Center, Rose Quarter                                           | Lối ra chiều hướng tây; lối vào chiều hướng đông từ OR 99E        |
| Multnomah  | Portland       | 0.00           |        | I-5 nam – Beaverton, Salem, OMSI, Trung tâm thành phố Portland                          | Lối ra chiều hướng tây và lối vào chiều hướng đông                |
| Multnomah  | Portland       | 0.92           | 1      | Trung tâm Lloyd                                                                         | Lối ra chiều hướng tây và lối vào chiều hướng đông                |
| Multnomah  | Portland       | 2.16           | 1      | Phố 33                                                                                  | Lối ra chiều hướng đông và lối vào chiều hướng tây                |
| Multnomah  | Portland       | 2.55           | 2      | Đại lộ Cesar Chavez, Phố 43- Khu Hollywood                                              |                                                                   |
| Multnomah  | Portland       | 3.69           | 3      | Phố 60                                                                                  | Không có lối ra hướng tây                                         |
| Multnomah  | Portland       | 4.26           | 4      | Phố Halsey, phố 68                                                                      | Chỉ có lối ra chiều hướng đông                                    |
| Multnomah  | Portland       | 5.01           | 5      | OR 213 (Phố 82)                                                                         | Lối ra chiều hướng đông và lối vào chiều hướng tây                |
| Multnomah  | Portland       | 5.74           | 6      | I-205 nam – Salem                                                                       | Lối ra chiều hướng đông và lối vào chiều hướng tây                |
| Multnomah  | Portland       | 5.86           | 7      | Phố Halsey – Khu Gateway                                                                | Chỉ có lối ra chiều hướng đông                                    |
| Multnomah  | Portland       | 5.76- 6.59     | 8      | I-205 bắc – Seattle, Phi trường Quốc tế Portland                                        | Lối ra chiều hướng đông và lối vào chiều hướng tây                |
| Multnomah  | Portland       | 6.74           | 9      | Phố 102 – Parkrose                                                                      | Lối ra chiều hướng đông và lối vào chiều hướng tây                |
| Multnomah  | Portland       | 6.95           | 9      | I-205 – Salem, Seattle                                                                  | Lối ra chiều hướng tây và lối vào chiều hướng đông                |
| Multnomah  | Portland       | 10.08          | 10     | Phố 122                                                                                 | Lối ra và vào chiều hướng đông                                    |
| Multnomah  | Gresham        | 13.04          | 13     | Phố 181 – Gresham                                                                       |                                                                   |
| Multnomah  | Fairview       | 14.41          | 14     | Phố 207 – Fairview                                                                      |                                                                   |
| Multnomah  | Wood Village   | 15.96          | 16     | Đường 238 – Wood Village                                                                |                                                                   |
| Multnomah  | Troutdale      | 16.90- 17.37   | 17     | Đường Marine – Troutdale                                                                |                                                                   |
| Multnomah  |                | 17.82          | 18     | Công viên Tiểu bang Lewis và Clark, Công viên Vùng Oxbow                                |                                                                   |
| Multnomah  |                | 22.10          | 22     | Corbett                                                                                 |                                                                   |
| Multnomah  |                | 24.99          | 25     | Công viên Tiểu bang Rooster Rock                                                        |                                                                   |
| Multnomah  |                | 28.09          | 28     | Xa lộ Lịch sử Sông Columbia – Bridal Veil                                               | Lối ra chiều hướng đông và lối vào chiều hướng tây                |
| Multnomah  |                | 29.47          | 29     | Dalton Point (Khu giải trí Tiểu bang Benson)                                            | Lối ra và vào chiều hướng tây                                     |
| Multnomah  |                | 30.55          | 30     | Khu giải trí Tiểu bang Benson                                                           | Lối ra và vào chiều hướng đông                                    |
| Multnomah  |                | 31.39          | 31     | Thác Multnomah                                                                          |                                                                   |
| Multnomah  |                | 35.14          | 35     | Xa lộ Lịch sử Sông Columbia – Công viên Tiểu bang Ainsworth                             |                                                                   |
| Multnomah  |                | 37.12          | 37     | Warrendale                                                                              | Lối ra chiều hướng tây và lối vào chiều hướng đông                |
| Multnomah  |                | 40.27          | 40     | Danh lam Lịch sử Quốc gia Đập Bonneville                                                |                                                                   |
| Multnomah  |                | 41.57          | 41     | Khu ươm cá Quốc gia Eagle Creek, Khu giải trí Eagle Creek                               | Lối ra và vào chiều hướng đông                                    |
| Hood River | Cascade Locks  | 43.64          | 44     | US 30 đông – Cascade Locks, Stevenson                                                   | Đầu phía đông US 30 trùng; Lối ra hướng đông và lối vào hướng tây |
| Hood River | Cascade Locks  | 45.05          | 44     | US 30 tây – Cascade Locks                                                               | Đầu phía tây US 30 trùng; Lối ra hướng tây và lối vào hướng đông  |
| Hood River |                | 47.31          | 47     | Đường Forest (Xa lộ Lịch sử Sông Columbia) – Lạch Herman                                | Lối ra hướng tây và lối vào hướng đông                            |
| Hood River | Wyeth          | 50.99          | 51     | Wyeth                                                                                   |                                                                   |
| Hood River |                | 54.77          | 55     | Starvation Creek Trailhead, Đường mòn Tiểu bang Xa lộ Lịch sử Sông Columbia             | Lối ra và vào chiều hướng đông                                    |
| Hood River |                | 56.04          | 56     | Công viên Tiểu bang Viento                                                              |                                                                   |
| Hood River |                | 58.35          | 58     | Mitchell Point Overlook                                                                 | Lối ra và vào chiều hướng đông                                    |
| Hood River |                | 62.06          | 62     | US 30 đông (OR 35) / Westcliff Drive – West Hood River                                  | Đầu phía đông của US 30 trùng với xa lộ                           |
| Hood River | Hood River     | 63.92          | 63     | Trung tâm thành phố Hood River, Oregon                                                  |                                                                   |
| Hood River | Hood River     | 64.44          | 64     | US 30 tây / OR 35 (Xa lộ Núi Hood) – White Salmon, Government Camp                      | Đầu phía tây của US 30 trùng với xa lộ                            |
| Wasco      | Mosier         | 69.79          | 69     | US 30 đông – Mosier                                                                     | Đầu phía đông của US 30 trùng với xa lộ                           |
| Wasco      |                | 76.65          | 76     | Rowena                                                                                  |                                                                   |
| Wasco      | The Dalles     | 82.07          | 82     | Trung tâm Thám hiểm Hẻm núi Columbia, Bảo tàng Quận Wasco                               |                                                                   |
| Wasco      | The Dalles     | 83.67          | 83     | Tây The Dalles (US 30)                                                                  | Biển ghi là lối ra số 84 đi về phía tây                           |
| Wasco      | The Dalles     | 84.16          | 84     | Trung tâm thành phố The Dalles (US 30 đông)                                             | Lối ra chiều hướng đông và lối vào chiều hướng tây                |
| Wasco      | The Dalles     | 85.51          | 85     | Trung tâm thành phố The Dalles, Các khu lịch sử quốc gia                                |                                                                   |
| Wasco      | The Dalles     | 87.01          | 87     | US 30 tây / US 197 – Dufur, Bend                                                        | Đầu phía tây của US 30 trùng với xa lộ                            |
| Wasco      |                | 88.83          | 88     | Đập The Dalles                                                                          |                                                                   |
| Wasco      |                | 97.14          | 97     | OR 206 – Celilo Park, Deschutes River State Recreation Area                             |                                                                   |
| Sherman    | Biggs Junction | 104.56         | 104    | US 97 – Yakima, Bend                                                                    |                                                                   |
| Sherman    | Rufus          | 109.95         | 109    | Rufus, John Day Dam Visitor Facilities                                                  |                                                                   |
| Sherman    | Rufus          | 112.19         | 112    | John Day Dam                                                                            |                                                                   |
| Sherman    |                | 114.23         | 114    | LePage Park, John Day River                                                             |                                                                   |
| Gilliam    |                | 123.31         | 123    | Philippi Canyon                                                                         |                                                                   |
| Gilliam    |                | 129.43         | 129    | Blalock Canyon                                                                          |                                                                   |
| Gilliam    |                | 131.03         | 131    | Woelpern Road                                                                           | Lối ra chiều hướng đông và lối vào chiều hướng tây                |
| Gilliam    | Arlington      | 137.82- 138.02 | 137    | OR 19 – Arlington, Condon                                                               |                                                                   |
| Gilliam    |                | 147.35         | 147    | OR 74 – Heppner, Ione                                                                   |                                                                   |
| Morrow     |                | 151.75         | 151    | Threemile Canyon                                                                        |                                                                   |
| Morrow     |                | 159.30         | 159    | Tower Road                                                                              |                                                                   |
| Morrow     | Boardman       | 164.16         | 164    | Boardman                                                                                |                                                                   |
| Morrow     | Boardman       | 165.76         | 165    | Port of Morrow                                                                          |                                                                   |
| Morrow     |                | 167.95         | 168    | US 730 – Irrigon                                                                        |                                                                   |
| Morrow     |                | 171.13         | 171    | Paterson Ferry Road                                                                     |                                                                   |
| Umatilla   |                | 177.97         | 177    | Umatilla Army Depot                                                                     |                                                                   |
| Umatilla   |                | 179.45         | 179    | I-82 tây – Hermiston, Umatilla, Kennewick                                               |                                                                   |
| Umatilla   |                | 180.41         | 180    | Lộ Westland – Hermiston                                                                 |                                                                   |
| Umatilla   |                | 182.86         | 182    | OR 207 – Lexington, Hermiston                                                           |                                                                   |
| Umatilla   |                | 188.84         | 188    | US 395 bắc – Echo, Hermiston, Stanfield                                                 | Đầu phía tây US 395 trùng                                         |
| Umatilla   |                | 193.53         | 193    | Lộ Echo – Lexington, Echo                                                               |                                                                   |
| Umatilla   |                | 198.54         | 198    | Lộ McClintock, Lộ Lorenzen                                                              |                                                                   |
| Umatilla   |                | 199.53         | 199    | Lộ Yoakum – Stage Gulch                                                                 |                                                                   |
| Umatilla   |                | 202.91         | 202    | Lộ Barnhart – Stage Gulch                                                               |                                                                   |
| Umatilla   | Pendleton      | 207.47         | 207    | US 30 đông – Phi trường Vùng Đông Oregon, Trung tâm thành phố Pendleton, West Pendleton | Đầu phía đông US 30 trùng với xa lộ                               |
| Umatilla   | Pendleton      | 209.54         | 209    | US 395 nam / OR 37 – John Day, Pendleton                                                | Đầu phía đông US 395 trùng với xa lộ                              |
| Umatilla   | Pendleton      | 210.96         | 210    | OR 11 – Milton-Freewater, Pendleton                                                     |                                                                   |
| Umatilla   | Pendleton      | 213.06         | 213    | US 30 tây – Trung tâm thành phố Pendleton, Khu lịch sử quốc gia                         | Đầu phía tây US 30 trùng; Lối ra hướng tây và lối vào hướng đông  |
| Umatilla   |                | 216.05         | 216    | Milton-Freewater, Walla Walla                                                           |                                                                   |
| Umatilla   |                | 224.67         | 224    | Đường Poverty Flat, Đường Old Emigrant Hill                                             |                                                                   |
| Umatilla   |                | 228.98         | 228    | Deadman Pass                                                                            |                                                                   |
| Umatilla   |                | 233.95- 235.04 | 234    | Meacham, Công viên Tiểu bang Emigrant Springs                                           |                                                                   |
| Umatilla   |                | 238.77         | 238    | Kamela, Meacham                                                                         |                                                                   |
| Umatilla   |                | 243.82         | 243    | Lộ Summit – Mt. Emily                                                                   |                                                                   |
| Union      |                | 248.54         | 248    | Lộ Spring Creek – Kamela                                                                |                                                                   |
| Union      | Hilgard        | 252.83         | 252    | OR 244 – Starkey, Ukiah                                                                 |                                                                   |
| Union      | Perry          | 256.40         | 256    | Perry                                                                                   | Lối ra chiều hướng đông và lối vào chiều hướng tây                |
| Union      | Perry          | 257.26         | 257    | Perry                                                                                   | Lối ra chiều hướng tây và lối vào chiều hướng đông                |
| Union      | La Grande      | 259.35         | 259    | US 30 đông – La Grande                                                                  | Đầu phía đông US 30 trùng; Lối ra hướng đông và lối vào hướng tây |
| Union      | La Grande      | 261.84         | 261    | OR 82 – Elgin, La Grande                                                                |                                                                   |
| Union      |                | 264.92         | 265    | US 30 tây / OR 203 – La Grande, Union                                                   | Đầu phía tây US 30 trùng                                          |
| Union      |                | 268.26         | 268    | Lộ Foothill                                                                             |                                                                   |
| Union      |                | 270.87         | 270    | Lộ Ladd Creek                                                                           | Lối ra chiều hướng đông và lối vào chiều hướng tây                |
| Union      |                | 273.91         | 273    | Lộ Frontage                                                                             |                                                                   |
| Union      |                | 278.64         | 278    | Clover Creek                                                                            |                                                                   |
| Union      |                | 283.64         | 283    | Lộ Wolf Creek                                                                           |                                                                   |
| Union      | North Powder   | 285.68         | 285    | US 30 đông / OR 237 – Haines, North Powder, Union                                       | East end of US 30 overlap                                         |
| Baker      |                | 298.68         | 298    | OR 203 – Phi trường Thành phố Baker, Haines, Medical Springs                            |                                                                   |
| Baker      | Baker City     | 302.98         | 302    | OR 86 đông – Thành phố Bắc Baker, Hells Canyon, Richland                                |                                                                   |
| Baker      | Baker City     | 304.14         | 304    | OR 7 nam – trung tâm thành phố Baker, Khu lịch sử quốc gia, Geiser Grand Hotel          |                                                                   |
| Baker      |                | 306.53         | 306    | US 30 tây – Baker City, Haines                                                          | Đầu phía tây US 30 trùng                                          |
| Baker      |                | 313.64         | 313    | Pleasant Valley                                                                         | Lối ra chiều hướng đông và lối vào chiều hướng tây                |
| Baker      |                | 317.47         | 317    | Pleasant Valley                                                                         | Lối ra chiều hướng tây và lối vào chiều hướng đông                |
| Baker      |                | 327.43         | 327    | Durkee                                                                                  |                                                                   |
| Baker      |                | 330.67         | 330    | Lộ Cement Plant, Lộ Plano                                                               |                                                                   |
| Baker      |                | 335.76         | 335    | Weatherby                                                                               |                                                                   |
| Baker      |                | 338.11         | 338    | Lookout Mountain                                                                        |                                                                   |
| Baker      |                | 340.42         | 340    | Rye Valley                                                                              |                                                                   |
| Baker      |                | 342.90         | 342    | Lime (Huntington Highway)                                                               | Lối ra chiều hướng đông và lối vào chiều hướng tây                |
| Baker      |                | 345.83         | 345    | US 30 đông – Huntington, Lime                                                           | Đầu phía đông US 30 trùng                                         |
| Malheur    |                | 353.04         | 353    | US 30 tây – Farewell Bend State Park, Huntington                                        | Đầu phía tây US 30 trùng                                          |
| Malheur    |                | 356.17         | 356    | OR 201 – Weiser                                                                         |                                                                   |
| Malheur    |                | 362.15         | 362    | Lộ Moores Hollow                                                                        |                                                                   |
| Malheur    | Ontario        | 371.45         | 371    | Đại lộ Stanton                                                                          |                                                                   |
| Malheur    | Ontario        | 374.55         | 374    | OR 201 (Quốc lộ Thương mại Hoa Kỳ 30 đông) đến US 20 / US 26 – Ontario, Vale, Weiser    |                                                                   |
| Malheur    | Ontario        | 376.72         | 376A   | US 30 Bus. tây – Ontario, Treasure Valley Community College                             |                                                                   |
| Malheur    | Ontario        | 376.72         | 376B   | US 30 đông – Payette                                                                    | Đầu phía đông US 30 trùng                                         |